# Whangaroa Harbour
Whangaroa Harbour, escrito anteriormente como Wangaroa Harbour, es una ensenada en la costa norte de la Región de Northland, Nueva Zelanda. Las pequeñas localidades de Totara North y Saies se encuentran en el lado occidental de la ensenada, Witaruke en el lado sur, y Whangaroa en el este. La Carretera Estatal 10 pasa por Waitaruke. El nombre proviene del lamento "Whaingaroa" o "que espera tan larga", de una mujer cuyo esposo guerrero había partido hacia una lucha en el sur. Este puerto natural fue formado cuando los crecientes niveles del mar ahogaron el valle de un río unos 6.000 años atrás. Aún se pueden observar en el lugar empinados afloramientos de antiguas rocas volcánicas.
Existen extensos pantanos de manglares en la entrada de la ensenada, y algunos de los fósiles más antiguos de la Isla Norte, algunos que datan desde principios del Pérmico hace 270 millones de años atrás, se encuentra en el área de Whangaroa.

## Historia

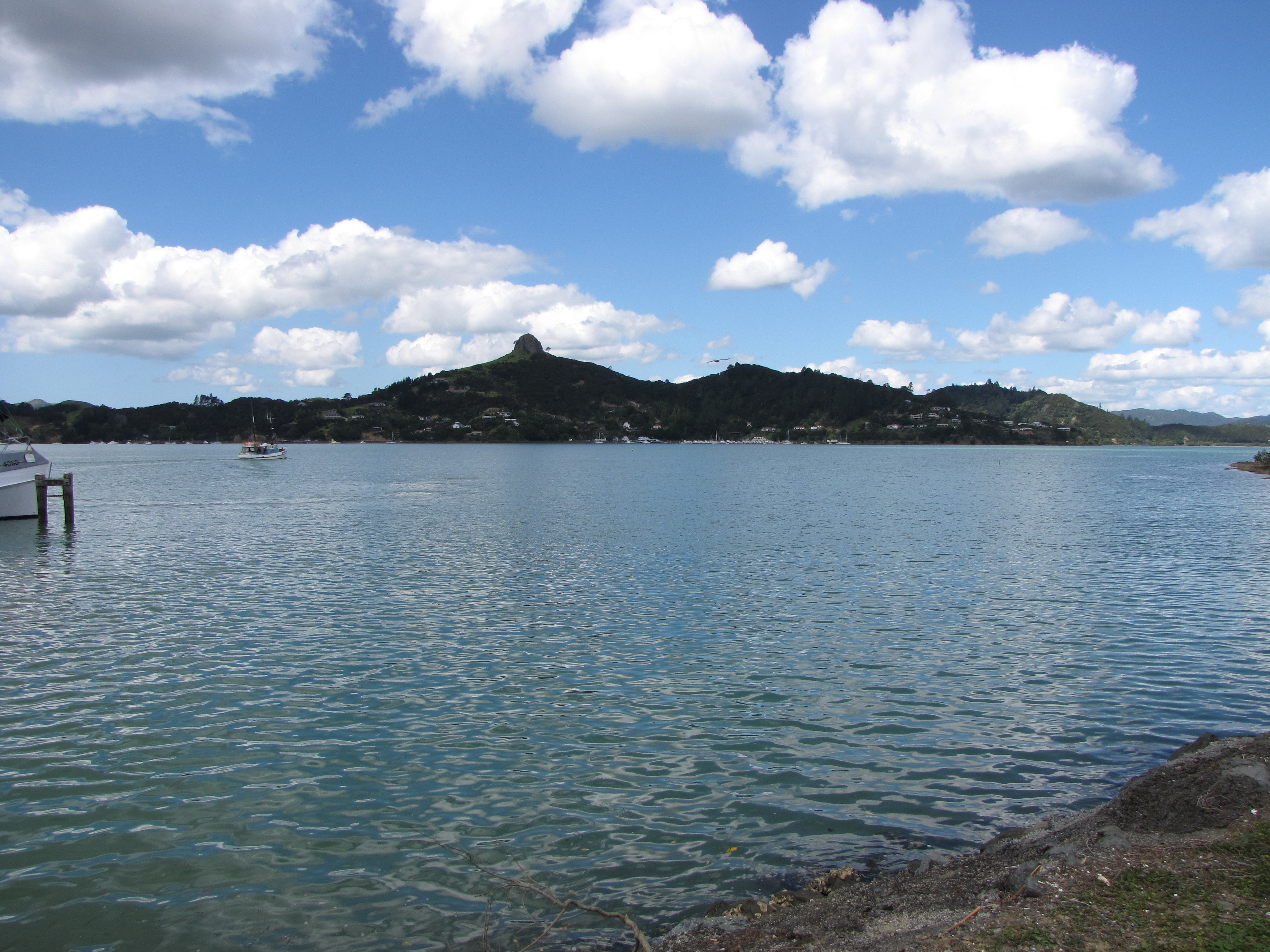
La localidad de Whangaroa, junto al accidente geográfico de St. Paul's Rock visible encima de ella.

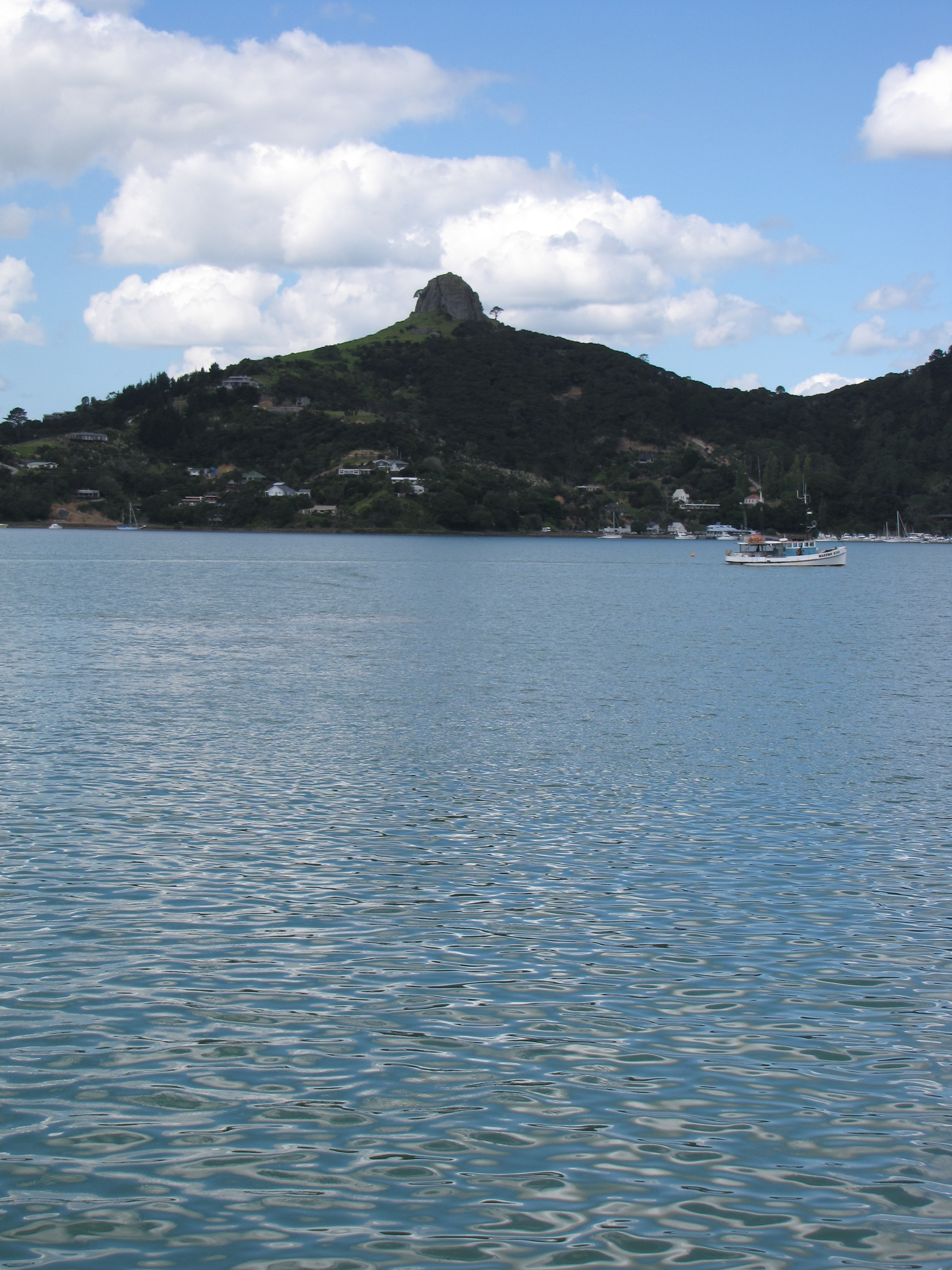
Whangaroa y St Paul's Rock

Según las tradiciones Maorí, la waka Māhuhu-ki-te-rangi exploró la región de Whangaroa durante los época de los primeros asentamientos maorí en Nueva Zelanda. El área fue poblada por los descendientes de las tripulaciones de las waka Te Māmaru y Mataatua.
Barcos balleneros y otros visitaron Whangaroa entre 1805 y 1809, incluyendo al General Wellesley y el Commerce en 1806, y el Elizabeth en 1809. En lo que se conoce como la masacre de Boyd, sesenta y seis miembros de la tripulación del Boyd murieron a manos de los maoríes locales en 1809 luego de que la tripulación azotara al hijo de un jefe local. Las visitas cesaron como resultado de este incidente, resumiendo cuando el Dromedary pasó por la zona a cargar madera en 1819.
Una misión metodista fue establecida en junio de 1823. Hongi Hika atacó a los maoríes locales para tener control de árboles de kauri el 10 de enero de 1827. Aunque no atacó a la misión, sus habitantes se asustaron y ésta fue abandonada. Hongi Hika murió en Whangaroa en 1828 de heridas sufridas hacía unos 14 meses atrás en Hokianga.
Los europeos se asentaron en la ensenada en los años 1840, y una misión católica fue establecida en Waitaruke. El lugar se convirtió en un importante centro de producción de madera y resina de kauri luego de la llegada del barco de inmigrantes Lancashire Witch en 1865. Se construyeron astilleros en Totara North en 1872. Los troncos de kauri eran amarrados para hacer balsas, y estas eran arrastradas por barcos a vapor. Los troncos tardaban tres días en llegar a Auckland.  A principios del siglo XX, Sea Sick Bay cerca del extremo sur era una estación ballenera, la cual para los años 1920 se había movido a Ranfurly Bay, cerca del extremo norte.
Luego de que el camino del Desfiladero de Magamuka fue cerrado en 1961 se convirtió en la ruta principal entre Whangarei al distrito de Far North.

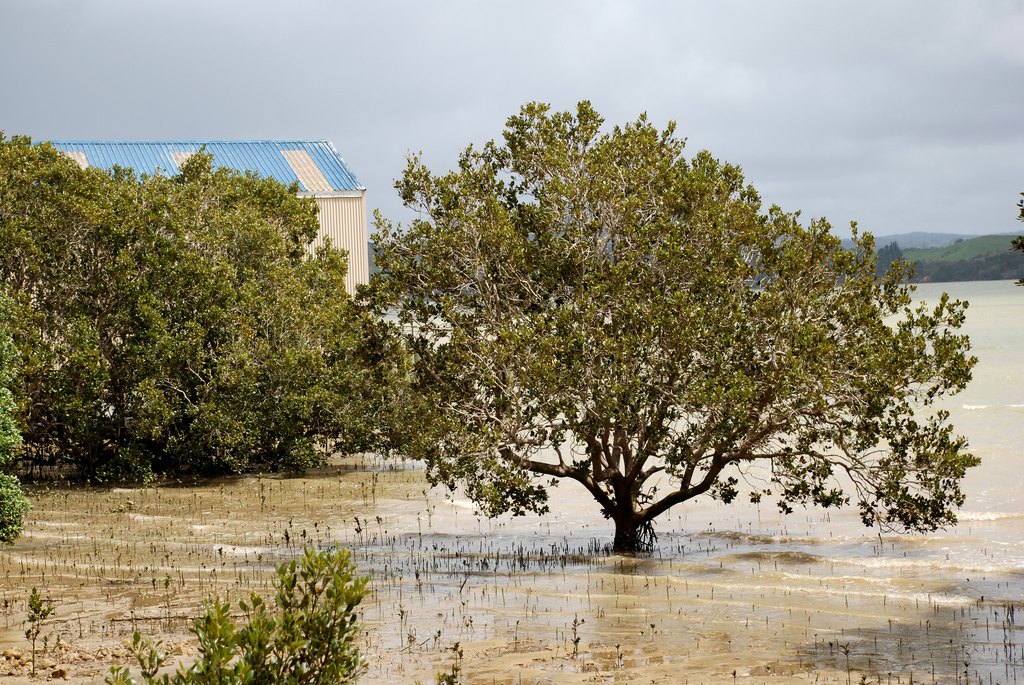
Manglares de Whangaroa

## Educación en la zona
Te Kura o Hato Hohepa Te Kamura es una escuela primaria completa (años 1-8) en Waitaruke.
Totara North School es otro colegio que solo ofrece años 1-6.
Otras escuelas en el área incluyen a Oruaiti, Kaeo y Matauri Bay.